# Julio César Vásquez
Julio César Vásquez est un boxeur argentin né le 13 juillet 1966 à Santa Fe.

## Carrière
Il remporte la ceinture de champion du monde des super-welters WBA laissée vacante par Vinny Pazienza en battant le 21 décembre 1992 le japonais Hitoshi Kamiyama par KO au 1er round. Il conserve cette ceinture à 10 reprises avant d'être battu aux points le 4 mars 1995 par Pernell Whitaker. Vásquez remporte à nouveau le titre WBA face à Carl Daniels le 16 décembre 1995 puis est stoppé au 5e round par le français Laurent Boudouani le 21 août 1996 au Cannet.

## Distinction
- Sa victoire au 11e round contre Carl Daniels est élue KO de l'année en 1995 par Ring Magazine.